# 島津忠剛
島津 忠剛（しまづ ただたけ）は、江戸時代後期の薩摩藩士。今和泉島津家第10代当主。第9代薩摩藩主・島津斉宣の七男。母は籌姫（荒田常明の娘）。天璋院（篤姫）の実父。今和泉（1万5000石）領主。

## 略歴
当初は花岡家の島津久賢の養子に出されていたが、文化11年（1814年）に鹿児島に戻された。文政8年（1825年）に今和泉家島津忠喬の養子に入り、天保10年（1839年）家督を継いだ。藩政改革で成果を挙げていた調所広郷の助力を仰いで家中の財政改革に着手し、それに成功している。
正妻は島津久丙（ひさあき）の娘・お幸で、間には第13代将軍徳川家定の正室となった天璋院がいる。没後は子の島津忠冬が継いだ。

## 一門
正室
- 幸[2]（ゆき、文化7年（1810年） - 明治2年10月27日（1869年11月30日）
島津準三男家[3]当主・島津久丙の娘。忠冬・久敬・於一の二男一女を儲けた。

側室
- 河野通記の娘（名前・生没年不詳）
忠敬ら2男を儲けた。
- 海老原庄蔵の娘（名前・生没年不詳）
側室。3女を儲けた。

子女
- 島津忠冬
長男、嫡子。
- 島津久敬
次男、島津久陽の養子。
- 猛熊（たけくま、天保2年（1831年） - 同年）
三男。母は河野通記の娘。生まれて間もなく夭折した。
- 島津忠敬
四男。兄・忠冬の養嗣子。
- 於一（おかつ、天保6年12月19日（1835年2月5日） - 明治16年（1883年）11月20日）
長女。島津斉彬の養女、右大臣・近衛忠煕の養女を経て、第13代将軍徳川家定の正室、御台所となる。夫の死後落飾し、天璋院と名乗る。
- 於熊（おくま、天保9年10月12日（1838年10月12日） - 天保13年6月19日（1842年7月26日））
次女。母は海老原庄蔵の娘。幼くして夭折した。
- 於龍（おりゅう、天保11年（1840年） - 没年不詳）
三女。母は海老原庄蔵の娘。薩摩藩士入来院公寛に嫁いだ。
- 於才（おさい、天保12年9月12日（1841年10月26日）- 没年不詳）
四女。母は海老原庄蔵の娘。

## 登場する作品
- 『篤姫』（2008年、NHK大河ドラマ、演：長塚京三）
- 『西郷どん』（2018年、NHK大河ドラマ、演：すわ親治）